# Akant
Akant (deutsch Akanthus) ist eine polnische literarische Monatszeitschrift, die in Bydgoszcz herausgegeben wird.

## Geschichte
Die erste Ausgabe der Monatszeitschrift Akant erschien im Januar 1998.

## Profil
Akant sieht sich als Zeitschrift, in der unabhängig von der ideologischen und politischen Gesinnung des Autors Lyrik, Prosa, Literaturkritik, Interviews mit Schriftstellern, literarische Reportagen und kulturelle Reflexionen publiziert werden.

## Redaktion
Seit 1997 ist Jolanta Baziak die Chefredakteurin der Monatszeitschrift. Stefan Pastuszewski ist der Redaktionssekretär.
Zur Redaktion gehörten Tadeusz Zubiński und Liliana Zubińska. Ferner schrieben Jan Twardowski, Bogusława Latawiec, Józef Ratajczak, Adriana Szymańska, Leszek Engelking, Stefan Jurkowski, Bohdan Zadura, Krzysztof Lisowski, Karol Maliszewski, Magdalena Rabizo-Birek und Jan Tomkowski für Akant.